# 体感器
体感器（体感機、たいかんき）とはパチンコ・パチスロなどの遊技台の攻略に用いられる器具の一種。大当りなどのタイミングを振動によって打ち手に知らせる機能を持つ。

## 概要
過去主流となっていたセブン機と呼ばれる種類のパチンコ台は、内部で常にルーレットを回し続けており、玉が特定の賞球口を通過した瞬間に位置していたルーレットの値が特定の値になっていると大当りになる仕組みを持っている。この擬似乱数は、名前の通りルーレットのように一定周期で周回しており、体感器はちょうど大当りとなるタイミングを打ち手に知らせるよう、一定のリズムで振動する。この振動にあわせて玉を打ち出すことで、大当たりしやすいタイミングに集中して入賞させ、無駄玉を大幅に減らすことが可能で、少ない投資で当たりを引くことが出来るとされていたが、一定周期で回っているもののルーレットの開始位置を不定期にずらして周期性を乱したり、ルーレット周期を人間で狙うことが困難なほど速くすることで体感器の使用を無効化することにほぼ成功している。
パチスロ機については、ほぼ同様の大当たり抽選がリール始動レバーを下ろすタイミングで行なわれている。パチンコと違い抽選タイミングは遊技者の思い通りなので狙いやすい。概念としてのルーレット上の大当たり近くに、大当たりの発生に影響を及ぼす小役抽選が偏っている仕組みになっている事もある。
このように、体感器問題が発生する根本的な原因は、大当たりを抽選する乱数に関して、擬似乱数列生成器の使い方がまずいことにより、粗悪な乱数となっていたことであった。本来ならば適切な手法による擬似乱数列生成器を適切な手法で初期化して、それから得られる良質な乱数を適切に利用して大当たりを抽選すれば、体感器は完全に意味のないものになるが、抽選用乱数を発生させる部分は業界で定めた特定の部品を用いなければいけないこと、「公正な遊技台にするため」として定められている、大当たり発生などのアルゴリズムに対する様々な細かな要件、などといった理由により、Z80と、Z80が最もポピュラーだった当時に書かれたコードがいまだに使い続けられている業界、という特異事情が、適切な対処を遅らせてしまった背景にはある。
店舗での体感器使用等の不正行為による玉・メダルの獲得、クレ満くん（クレマン）等によるクレジット上げは「刑法235条・窃盗罪」、また不正行為が目的での入店は、店舗管理者の意思に反する立ち入りとして「刑法130条・建造物侵入罪」が適用され、法により罰せられる。詳しくは下記参照。

## 体感器の進化
体感器は1993年（平成5年）頃から使われ始めたとされている。体感器が登場する少し前に市販のメトロノームが流行したが、これはイヤホンでリズムを聴けるタイプのものであった。このため各パチンコ店は、店内でのイヤホンの使用を禁止する動きに出た。これにより一時的にはメトロノームが沈静化すると思われたが、すぐさまリレースイッチをメトロノームに接続する事による振動でリズムを知らせる器具が登場する。これが体感器の始まりであり、登場するやパチンコ雑誌などで作り方が紹介されるなどして一気に広まった。その後、体感器も小型化、高性能化し、さらに靴に隠せるタイプなど様々な発展を遂げる。また当初は無駄玉を減らすことを目的に使われていたものが、アレンジマンという機種のように、天国モード（大当たりが連続して発生する状態）を簡単に狙えるなど攻略効果が極めて高い機種もあり、ゴト師たちの格好の餌食となった。
近年ではパチスロにも使われているが、これは特定機種において体感器を使用すると、小役や当たりを簡単に狙えるなどの効果があるためである。また体感器を発展させた「低周波」と呼ばれる器具もある。これは単にリズムを振動で伝えるのではなく、低周波治療器などに用いられる低周波の微弱電流を利用して直接筋肉を動かし、その作用でパチスロのレバーなどをたたくようにした器具である。
以前の遊技台においては乱数が1周するのに数秒を要していたため、体感器で振動を感知した人間が手で台を操作することも可能であった。しかし近年、乱数の周期が非常に短くなり人の意思で狙うことが困難になってくると、前述のような「低周波」による方法や、体感器とソレノイドを接続し機械的にレバーを叩くなどの事例が発生するようになった。
なお、2004年7月1日に改正された遊技機規則では、内部抽選については周期が0.05秒以下であるか、さもなくば周期が規則的にはならないよう定められている（同規則6条及び別表第3）。

## 体感器の違法性
パチンコ店における体感器の利用はゴト行為の一つとされ、刑事罰の対象となることもある。
体感器を使用してメダルを得た行為を宮崎地裁が「窃盗罪の既遂」とする判例を下し、以後は全国の検察・警察でもこの判例に従った取扱いが行われている。また、現在ではほとんどのホールに「体感器使用禁止」の張り紙があることから、体感器を所持して入店することを建造物侵入罪（刑法130条）とされ、包括して問われることが多い。
遊技台に細工をしているわけでもないのになぜ「窃盗罪」が成立するのかについては、判例では「それを用いて「当たり」の周期をねらい打つことは店の予定している遊技方法ではなく、またその機械の使用を禁止する掲示もされているため、その使用をもってメダルを取得することは窃盗罪の窃取にあたる」からだとしている。
体感器を使用したパチスロ遊技が窃盗罪などに問われたケースとして、2005年9月に札幌市のパチンコ店でパチスロ機で体感器を使って約1500枚（約3万円相当）のメダルを不正取得した事件について、2007年（平成19年）4月13日付の最高裁が「体感器がパチスロ機に直接には不正の工作ないし影響を与えないものであるとしても、体感器の操作の結果メダルが取得されたか否かを問わず窃盗罪が成立する」との初めての判断が示された例がある。